# Třída Hunt I
Třída Hunt I byla první podskupinou eskortních torpédoborců třídy Hunt, sloužících v Royal Navy z období druhé světové války. Postaveno jich bylo celkem 23 kusů. Čtyři byly za druhé světové války potopeny. Čtyři byly po válce prodány dalším uživatelů. Používal je Egypt, Ekvádor a Izrael.

## Pozadí vzniku

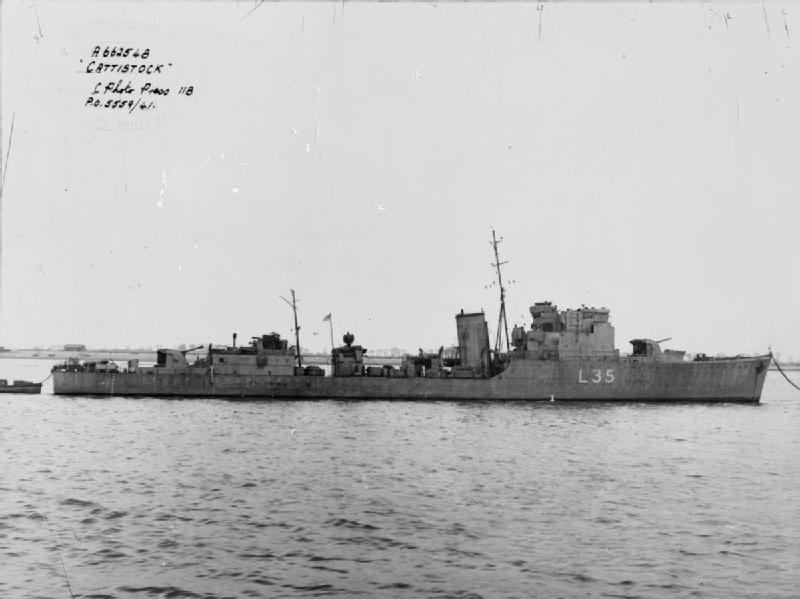
HMS Cattistock

První kusy této třídy byly objednány v roce 1939. Celkem bylo postaveno 23 jednotek, které vstupovaly do služby v letech 1940–1941.

## Konstrukce

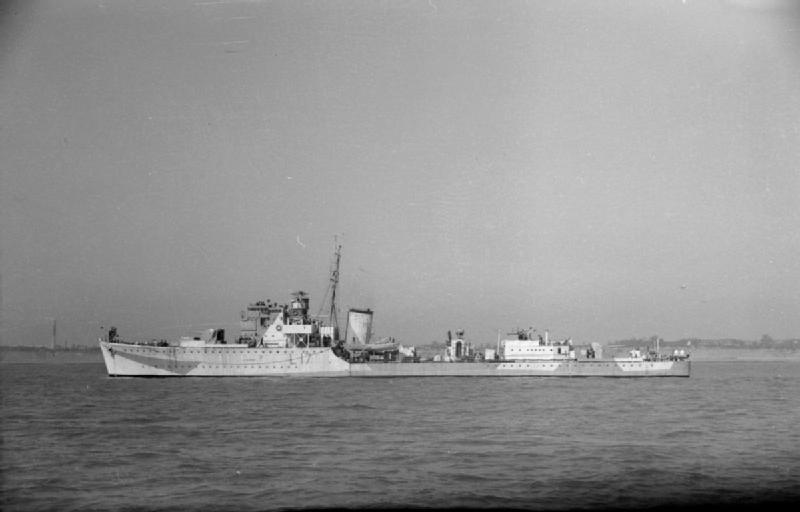
HMS Berkeley

Fregaty nesly čtyři dvouúčelové 102mm kanóny, které doplnily čtyři 40mm kanóny a dva 20mm kanóny Oerlikon. K napadání ponorek sloužily dva vrhače a jedna skluzavka pro svrhávání hlubinných pum. Pohonný systém tvořily dvě parní turbíny a dva kotle. Lodní šrouby byly dva. Nejvyšší rychlost dosahovala 29 uzlů.

## Operační služba

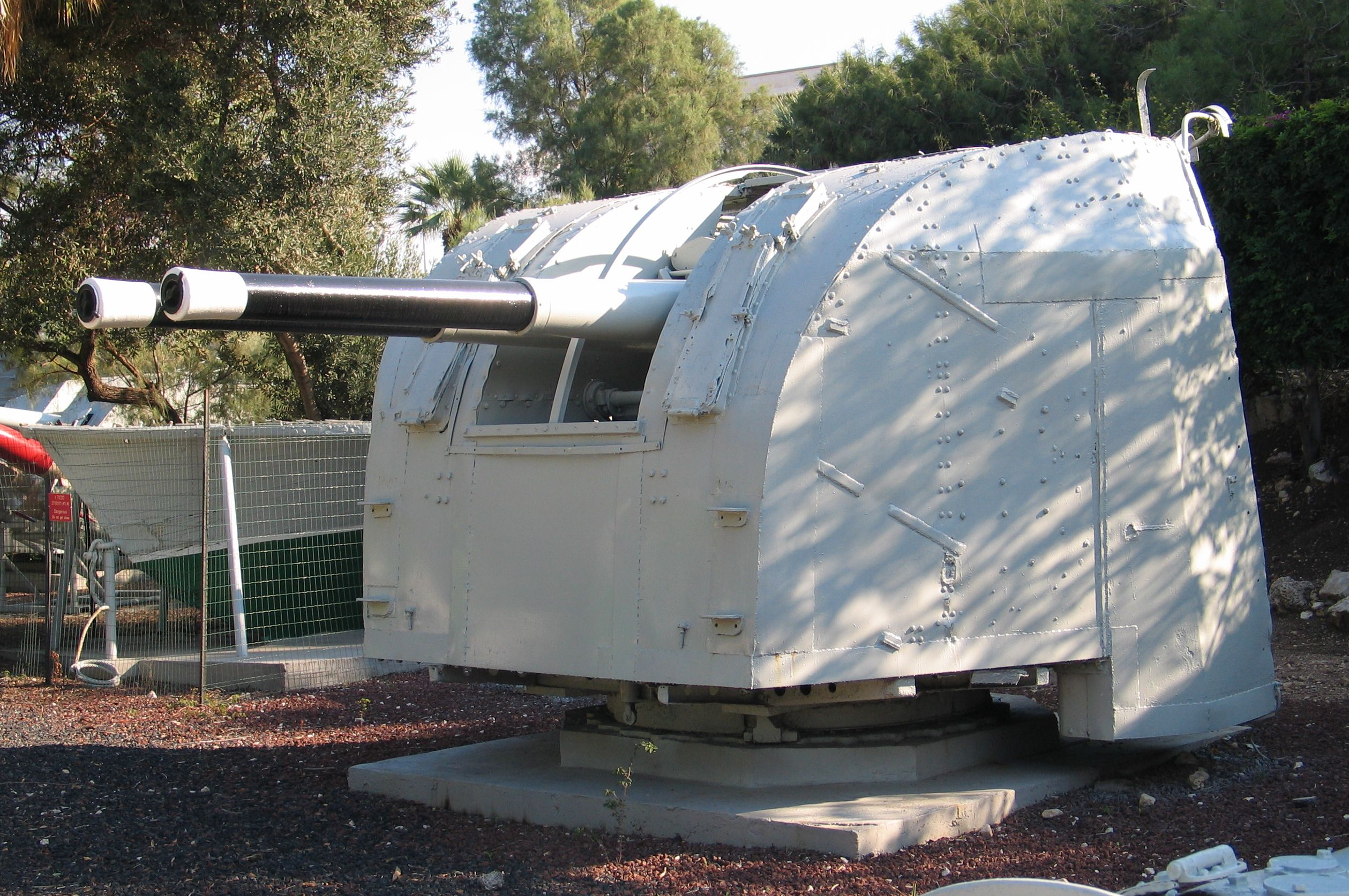
102mm kanóny torpédoborce Haifa

Za druhé světové války byly ztraceny celkem čtyři jednotky třídy Hunt I. HMS Exmoor byl 25. února 1941 potopen německým torpédovým člunem. HMS Berkeley se účastnil nájezdu na Dieppe, kde ho 19. srpna 1942 potopila německá letadla. HMS Tynedale potopila 12. prosince 1943 německá ponorka U 593. HMS Quorn se účastnil vylodění v Normandii, kde ho 2. srpna 1944 zničil německý výbušný člun.
HMS Mendip, HMS Cottesmore, HMS Meynell a HMS Quantock byly prodány do zahraničí. HMS Liddesdale byl vyřazen roku 1948, ostatní torpédoborce v britské službě byly vyřazeny v letech 1956–1958.

## Zahraniční uživatelé
- Čína, Námořnictvo Čínské republiky – čínští nacionalisté Mendip zakoupily roku 1948, k jeho dodání ale nedošlo a loď skončila v Egyptě, později ho ukořistil Izrael.
- Egypt, Egyptské námořnictvo
  - Mendip po jeho nedodání čínským nacionalistům získal Egypt, který ho zařadil jako Ibrahim El Awal. Během sinajské války roku 1956 ostřeloval Haifu, útokem izraelských letounů Ouragan a francouzského torpédoborce Kersaint byl poškozen a jeho posádka se vzdala.
  - Cottesmore byl zakoupen roku 1950. Sloužil jako Mohamed Ali El Kebit, později Port Said (525). Vyřazen roku 1991.
- Izrael, Izraelské námořnictvo
  - Mendip – zajat roku 1956 a do roku 1972 provozován jako INS Haifa (K-38).
- Ekvádor, Ekvádorské námořnictvo
  - Quantock, zakoupen roku 1954, přejmenován Presidente Alfaro (D 01) a vyřazen 1978.
  - Meynell, zakoupen roku 1954, přejmenován Presidente Velasco Ibarra (D 02) a vyřazen 1978.